# Dijapozitiv
Dijapozitiv je prozirna, pozitivna fotografska snimka na staklu ili filmu, prikladna za projiciranje s pomoću projektora. Dijapozitiv se izrađuje u crno-bijeloj tehnici ili u bojama. Služi i u tiskarstvu kao kopirni predložak u pozitivskim kopirnim postupcima. Rasterski dijapozitiv sadrži tonske vrijednosti raščlanjene na pojedinačne elemente – rasterske točkice, a služi kao kopirni predložak u fotolitografiji. Rasterski se pozitiv može dobiti izravno, dodirnim (kontaktnim) kopiranjem rasterskoga negativa, ili neizravno, projiciranjem višetonskoga negativa kroz raster (geometrijski pravilan uzorak linija ili točaka).

## Način rada dijaprojektora
Dijaprojektor je projekcioni aparat pomoću kojega se na ekran (zaslon) projicira prozirna slika s dijafilma ili dijapozitiva. Sastoji se od jakog izvora svjetlosti, koji može biti električna žarulja ili električni luk, kondenzora i objektiva. Kondenzor je sistem od dviju plankonveksnih leća koje su svojom izbočenom stranom okrenute jedna prema drugoj. Zadaća je kondenzora da paralelne zrake usmjeri na dijapozitiv ili na film koji se nalazi pred kondenzorom. Kod većih projektora između optičkih leća se nalazi staklena posuda s vodom, takozvana vodena komora, koja upija toplinske zrake. Film ili dijapozitiv je izvan žarišne daljine objektiva tako da se na zastoru dobije povećana slika. Da slika ne bi bila na zastoru obrnuta, okrene se dijapozitiv naopako.
Dijaprojektor služi za projekciju dijapozitiva, to jest fotografija izrađenih na prozirnoj (transparentnoj) podlozi. Izvor svjetlosti je obično električna žarulja; svjetlost prolazi kroz kondenzor, pa paralelne zrake dolaze do dijapozitiva. Prolaskom svjetlosti kroz dijapozitiv, a potom i kroz objektiv dijaprojektora, ocrtava se slika na projekcijskoj površini. Ulaganje i zamjena dijapozitiva može se provoditi ručno, ili automatski iz spremnika (magazina). Za projekciju se obično koriste dijapozitivi umetnuti u posebne okvire koji olakšavaju ulaganje, a mogu biti sa staklom ili bez stakla. Kako ne bi došlo do oštećenja (deformacije) dijapozitiva zbog povišene temperature, projektor se oprema ventilatorom i toplinskim filtrom. Dijaprojektorom se slika može projicirati na bilo kakvu podlogu, no za neiskrivljenu sliku ona mora biti bijela i ravna, a za kvalitetnu projekciju koriste se posebne podloge, takozvana projekcijska platna. Danas se za prikazivanje (reprodukciju) najviše koriste kristalna platna s usmjerenom refleksijom, koja daju vrlo kvalitetnu sliku, ali samo iz razmjerno uskoga kuta gledanja. Kadšto se koriste i posebna platna na koja se stranično obrnuta slika projicira sa stražnje strane. Širina platna treba biti veća od sedmine udaljenosti s koje se slika gleda, a udaljenost projektora od platna, osim o jačini izvora svjetlosti, ovisi i o žarišnoj daljini objektiva.